# João Duns Escoto
O Beato João Duns Escoto, ou Scot ou Scotus1, O.F.M. (Berwickshire, c. 1266 - Colônia, 8 de novembro de 1308) foi um teólogo e filósofo escocês (ou nascido no Ulster). Ele é um dos três filósofos-teólogos mais importantes da Europa Ocidental na Alta Idade Média, juntamente com Tomás de Aquino e Guilherme de Ockham.
Viveu durante muitos anos em Paris, em cuja universidade lecionou. Membro da Ordem Franciscana, filósofo e teólogo da tradição escolástica, chamado o Doutor Sutil, foi mentor de outro grande nome da filosofia medieval: Guilherme de Ockham. Foi beatificado em 20 de Março de 1993, durante o pontificado do Papa João Paulo II.
Duns Escoto é considerado continuador da tradição franciscana que adotou muitas coisas de Aristóteles e seus antecessores medievais não-franciscanos. Escoto foi ainda um pensador que levou adiante a tradição aristotélica de São Tomás de Aquino mas, ao mesmo tempo, corrigiu Santo Tomás à luz do que considerava a verdade.
Vários teólogos contemporâneos, especialmente entre as Ordens Franciscanas, como Kenan Osborne OFM e Daniel Horan OFM são herdeiros da tradição scotista. Vários projetos recentes, como o Projeto Scotus da CUA, a Comissão Scotística Internacional em Roma e a Comissão da Tradição Intelectual Franciscana da Conferência de Língua Inglesa do OFM têm procurado aumentar a conscientização sobre Duns Scotus e a disseminação do scotismo sobre a teologia contemporânea. O scotismo também encontrou um lar entre os anglo-católicos, incluindo Richard Cross e Thomas Williams, além de influenciar protestantes como William Lane Craig. No Brasil, estudos acadêmicos sobre Escoto tem se expandido consideravelmente durante as últimas décadas. Em 2019, a Faculdade de Direito da Universidade de São Paulo promoveu a restauração de um exemplar da obra “Opera Omnia”, datado de 1639.

## Obra filosófica
Suas principais obras são o Opus Oxioniense (Obra de Oxford), Quaestiones de Metaphysica (Questões de Metafísica) e De Primo Princípio (Do Primeiro Princípio).

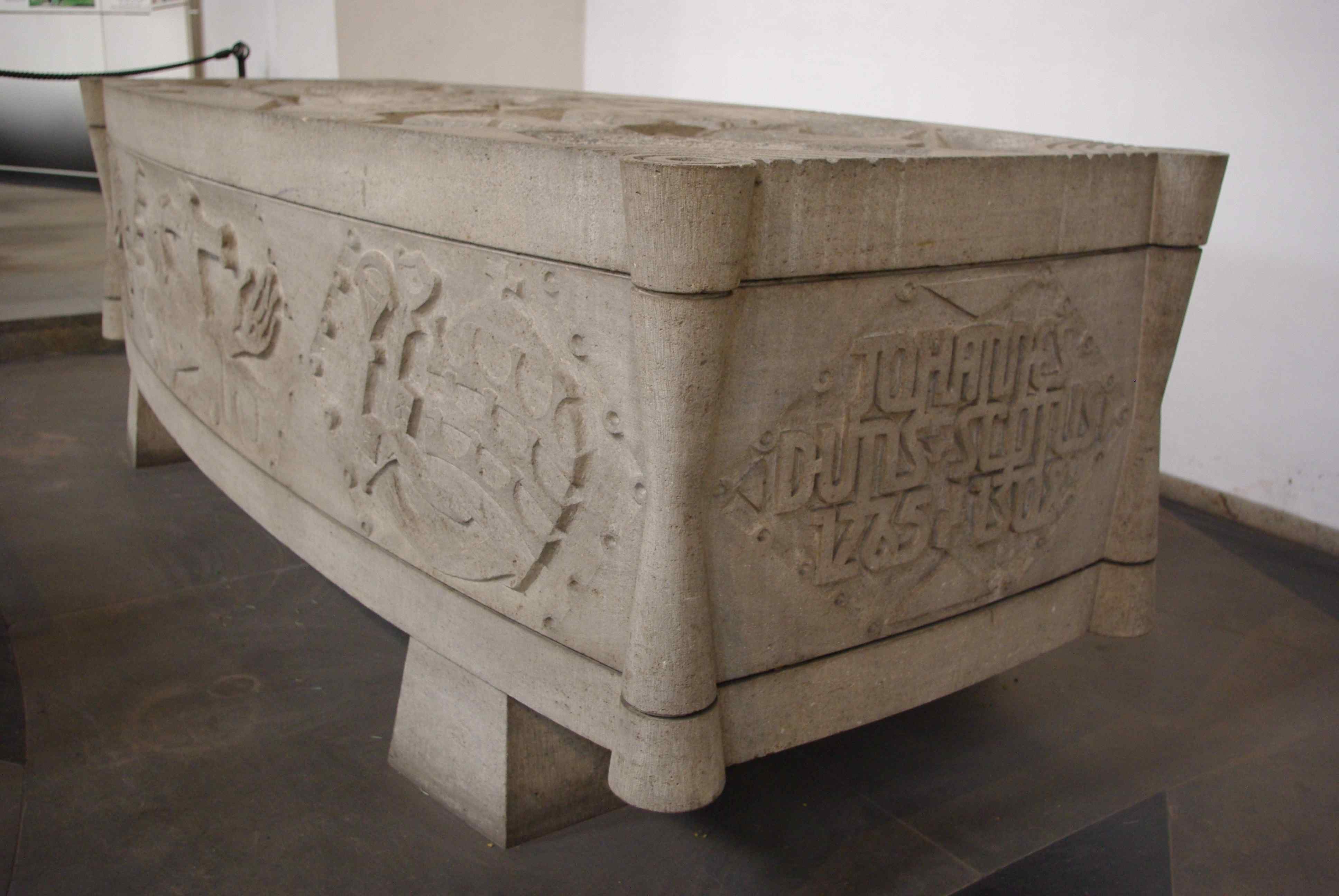
Tumba d Duns Scoto en Minoritenkirche, Colônia (Alemanha)

Um dos grandes contributos de Escoto para a história da filosofia, afirmam os historiadores, está no conceito de hecceidade (haecceitas). Por esta teoria, valoriza a experiência, e distancia a preocupação exclusivista da filosofia com as essências universais e transcendentes. Em sua "Prova da Univocidade do Ser", Escoto propõe um encadeamento argumentativo para mostrar que, como seres criados, não podemos ter certeza sobre características conceituais que imputamos a Deus, mas podemos ter certeza de que Ele existe.
Escoto adotou uma posição conhecida hoje em dia como realismo moderado acerca do "problema dos universais", que era um problema antigo na metafísica sobre se os universais existem. Para ele, universais como "verdade" e "bondade" existem na realidade. Isto se opõe ao conceitualismo de Guilherme de Ockham e de Pedro Abelardo entre outros, que dizem universais só existem dentro da mente e não têm realidade externa ou substancial.
O problema dos universais já existia desde Platão, que ensinou em sua Teoria das Formas que "formas" universais existiam. Essa opinião foi rejeitada por muitos pensadores posteriores, como Pedro Abelardo, que argumentou que as formas são meramente construções mentais.
Escoto negou essas alegações; em seu Opus Oxoniense, ele argumentou que os universais têm uma existência real e substancial. Para Escoto, o problema dos universais estava intimamente ligado ao da individualização, identificando o que torna uma coisa específica isso ou aquilo; também poderíamos entender se existe alguma forma de universal; é neste trabalho que Escoto introduz a palavra Hecceidade, que significa a qualidade de um objeto em particular - o que faz com que seja esse objeto.
Dessa forma, Escoto argumenta que a forma é um meio melhor de individualizar um objeto em particular; porque, segundo ele, a forma de um objeto como um composto é a melhor maneira de diferenciar objetos um do outro, e não a questão do objeto. Isso está no cerne do realismo escocês, particularmente nas teorias da hecceidade e distinção formal. Escoto também argumenta, contra Tomás de Aquino e outros, que não há distinção entre a essência de uma coisa e sua existência.
O filósofo americano Charles Sanders Peirce foi bastante influenciado por Escoto, e explica o realismo moderado do Doutor Sutil da seguinte forma:

## Obra

### Em latim
- Parva logicalia

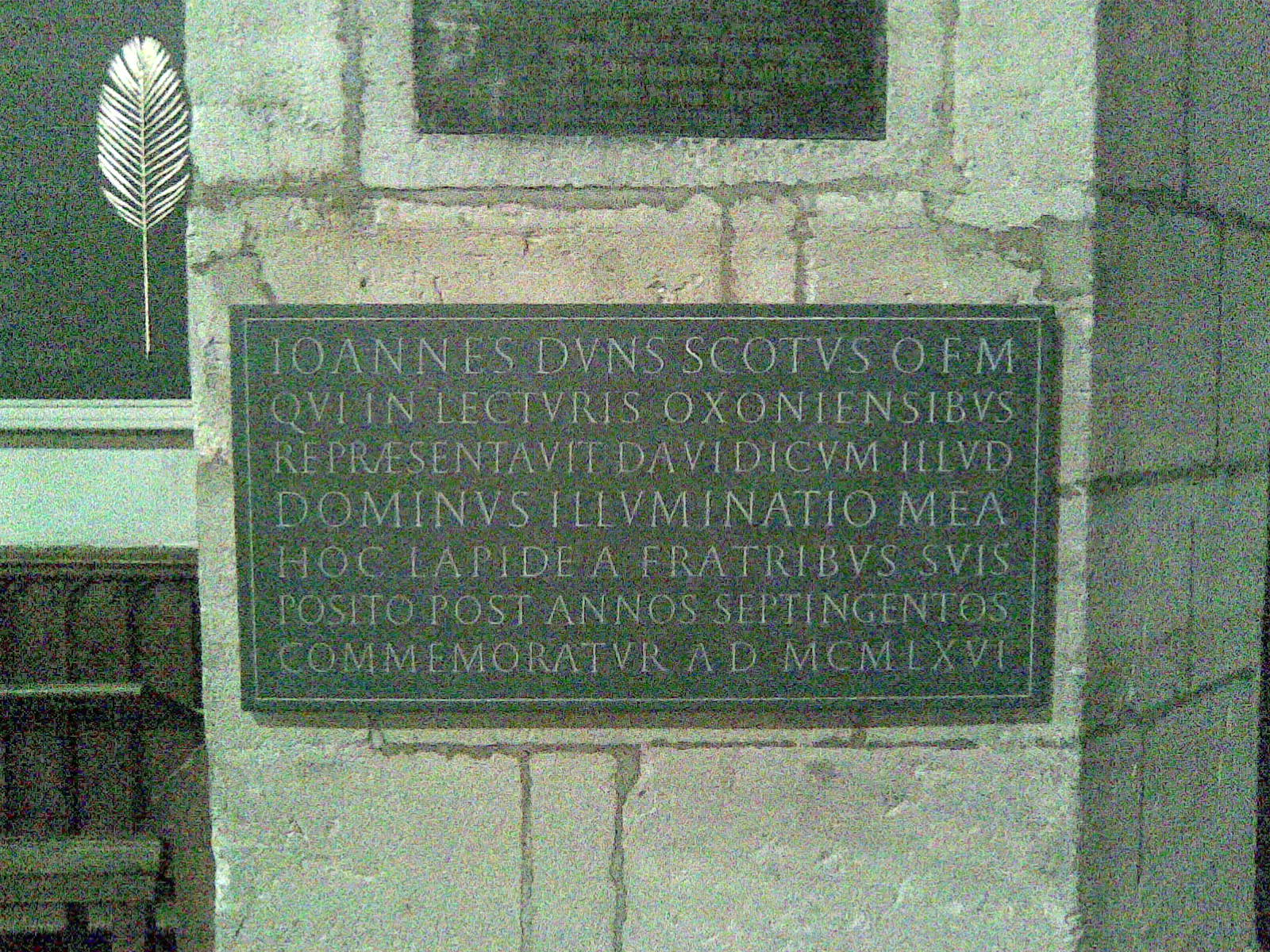
Placa comemorativa de Duns Escoto na Universidade de Oxford

  -     - Quaestiones super Porphyrii Isagogem
    - Quaestiones in librum Praedicamentorum
    - Quaestiones in I et II librum Perihermeneias
    - Octo quaestiones in duos libros Perihermeneias
    - Quaestiones in libros Elenchorum
- Quaestiones super libros De anima (1295–1298?)
- Quaestiones super libros Metaphysicorum Aristotelis (1298–1300?)
- Notabilia Scoti super Metaphysicam[15]
- Lectura
  - Livros 1 e 2 (1300–1301)
  - Livro 3 (provavelmente escrito em Paris, 1303–04)
  - Livro 4 (not extant)
- Ordinatio or Opus Oxoniense (Oxford Lectures 1 e 2 1300–1302, 3 e 4, 1303–1304)
- Collationes oxonienses (1303–04 ou 1305–08)
- Collationes parisienses (1302–07)
- Reportatio parisiensis (Paris Lectures, 1302–07)
- Quaestiones Quodlibetales (Obras del Doctor Sutil, Juan Duns Escoto, Madrid, Biblioteca de Autores Cristianos, 1963)
- Tractatus de Primo Principio versão em inglês
- Theoremata (data incerta)

Sem autoria confirmada
- Theoremata
- De Rerum Principio

Edições em latim
- OPERA OMNIA.
- OPERA OMNIA. Civitas Vaticana: Typis Polyglottis Vaticanis, 1950–.
  - ORDINATIO
  - I, De Ordinatione Ioannis Duns Scoti disquisitio histórico critica. Prologus totius operis, 1950.
  - II, Ordinatio. Liber Primus. Distinctiones 1–2, 1950.
  - III, Ordinatio. Liber Primus. Distinctio 3, 1954.
  - IV, Ordinatio. Liber Primus. Distinctiones 4–10, 1956.
  - V, Ordinatio. Liber Primus. Distinctiones 11–25, 1959.
  - VI, Ordinatio. Liber Primus. Distinctiones 26–48, 1963.
  - VII, Ordinatio. Liber Secundus. Distinctiones 1–3, 1973.
  - VIII, Ordinatio. Liber Secundus. Distinctiones 4–44, 2001.
  - IX, Ordinatio. Liber Tertius. Distinctiones 1–17, 2006.
  - X, Ordinatio. Liber Tertius. Distinctiones 26–40, 2007.
  - XI, Ordinatio. Liber Quartus. Distinctiones 1–7, 2008.
  - XII, Ordinatio. Liber Quartus. Distinctiones 8–13, 2010.
  - XIII, Ordinatio. Liber Quartus, Distinctiones 14–42, 2011.
  - XIV, Ordinatio. Liber Quartus, Distinctiones 43–49, 2013.
  - LECTURA
  - XVI, Lectura in Librum Primum Sententiarum. Prologus et Distinctiones 1–7, 1960.
  - XVII, Lectura in Librum Primum Sententiarum. Distinctiones 8–45, 1966.
  - XVIII, Lectura in Librum Secundum Sententiarum. Distinctiones 1–6, 1982.
  - XIX, Lectura in Librum Secundum Sententiarum. Distinctiones 7–44, 1993.
  - XX, Lectura in Librum Tertium Sententiarum. Distinctiones 1–17, 2003.
  - XXI, Lectura in Librum Tertium Sententiarum. Distinctiones 18–40, 2004.
- OPERA PHILOSOPHICA (= OP). St. Bonaventure, NY: The Franciscan Institute:, 1997–2006:
  - Vol. I: Quaestiones super Porphyrius Isagoge et Aristoteles Categoriae, Franciscan Institute Publications, 1999. ISBN 978-1-57659-121-5
  - Vol. II: Quaestiones super Peri hermeneias et Sophistici Elenchis (along with) Theoremata, Franciscan Institute Publications, 2004, ISBN 978-1-57659-122-2.
  - Vol. III-IV: Quaestiones super libros Metaphysicorum Aristotelis Franciscan Institute Publications, 2004. ISBN 978-1-57659-124-6.
  - Vol. V: Quaestiones super Secundum et Tertium de Anima. Franciscan Institute Publications, 2006. ISBN 978-0-8132-1422-1.
- The Examined Report of the Paris Lecture, Reportatio I-A, Volume 1 ISBN 978-1-57659-193-2
- The Examined Report of the Paris Lecture, Reportatio I-A, Volume 2 ISBN 978-1-57659-150-5

### Em português
- Tratado do Primeiro Princípio ISBN 978-85-8033-230-8